# LEGO Star Wars: The Complete Saga
LEGO Star Wars: The Complete Saga is een computerspel uit 2007, gebaseerd op de Star Warsspeelgoedlijn van LEGO. Het spel is een combinatie van de spellen LEGO Star Wars: The Video Game en LEGO Star Wars II: The Original Trilogy.

## Gameplay
Het spel kent 36 verhaallevels, 20 premiejagermissies en zes bonuslevels (waarvan twee LEGO Cities, twee verhaallevels en de originele podrace en gunship levels). De meeste van de verhaallevels zijn rechtstreeks overgenomen uit de twee spellen waar dit spel een combinatie van is. Een extra level waarin men de premiejager Zam Wesell achtervolgt is er voor dit spel bijbedacht. Ook is het level “Anakin's starship battle” dat gepland stond voor “LEGO Star Wars: The Video Game” maar hier nooit in is verwerkt, alsnog als bonuslevel verwerkt in dit spel.
Het doel van het spel is de gouden LEGO-stenen te verzamelen die door het spel zijn verspreid. In de Wii, PS3 en Xbox 360 versies zijn er 160 stenen. Hiervan zijn er 108 te verdienen met de hoofdlevels. Per level zijn 3 stenen te verdienen: een voor het uitspelen van het level in verhaalmode, een voor het verzamelen van alle normale stenen in het level en de derde door 10 LEGO-tonnen te verzamelen. Verder zijn er 20 gouden stenen te verdienen met de premiejagermissies. Deze levels focussen zich op het vinden van belangrijke personages uit de republiek en de rebellenalliantie voor Jabba de Hutt. Ten slotte zijn er zes gouden stenen te verdienen met de bonuslevels, en kan men er 14 kopen in de kantine.
Het spel bestrijkt de gehele periode die in de zes Star Warsfilms is te zien, beginnend met de aanval van Obi-Wan Kenobi en Qui-Gon Jinn op een schip van de Trade Federation, en eindigend met de slag om Endor. De "Gunship Cavalry" en "Mos Espa Podrace" levels zijn aangepast bij het overzetten, maar de originele versies zijn ook nog te spelen. Verder is er een nieuwe gevechtsarena voor 2 spelers toegevoegd genaamd de "arcade mode"
Personages in het spel hebben ook veranderingen ondergaan ten opzichte van de originele twee spellen. Zo kunnen Jedi en Sith nu krachtbliksem en force choke gebruiken. Behalve de personages uit de twee originele spellen zijn ook nieuwe personages toegevoegd. Een van deze nieuwe personages is Indiana Jones, bedoeld ter promotie van het aankomende spel LEGO Indiana Jones: The Original Adventures

## Ontvangst
De reacties op het spel waren in eerste instantie positief, hoewel critici het spel geen grote vooruitgang vonden ten opzichte van de vorige twee spellen.
- Game Informer - 7.5/10 voor PlayStation 3, Wii en Xbox 360.
- GameSpot - 8.p on Xbox 360 & PlayStation 3, 8.3 op Nintendo DS, en 7.0 op Nintendo Wii.
- IGN - 8.0 for the PS3, Wii, Xbox 360, and Nintendo DS.
- Official Nintendo Magazine - 82% op Wii.
- Metacritic - 80/100 voor Wii, Nintendo DS, Xbox 360, en een 79/100 voor PS3.